# Velika nagrada Vila Reala 1936
Velika nagrada Vila Reala 1936 je bila trinajsta neprvenstvena dirka za Veliko nagrado v sezoni 1936. Odvijala se je 26. julija 1936 v portugalskem mestu Vila Real. 

## Rezultati

### Dirka
| Poz | Št | Dirkač                     | Moštvo    | Dirkalnik                    | Krogi | Čas/Odstop        | Št. m. |
| --- | -- | -------------------------- | --------- | ---------------------------- | ----- | ----------------- | ------ |
| 1   | 18 | Vasco do Sameiro           | Privatnik | Alfa Romeo Monza             | 30    | 2:04:12,8         | 2      |
| 2   | 5  | Francisco Ribeiro Ferreira | Privatnik | Bugatti T51                  | 30    | + 1:16,2          | 1      |
| 3   | 15 | Edward Rayson              | Privatnik | Bugatti T35C                 | 30    | + 1:30.8          | 4      |
| 4   | 4  | Manuel José Soares Mendes  | Privatnik | Alfa Romeo Monza             | 28    | +2 kroga          | 7      |
| Ods | 7  | Conde de Monte Real        | Privatnik | Bugatti T35C                 | 25    | Motor             | 3      |
| Ods | 16 | Douglas Lewis Briault      | Privatnik | ERA B                        | 18    | Prednje vzmetenje | 5      |
| Ods | 17 | Gerard Manby-Colegrave     | Privatnik | ERA B                        | 10    | Menjalnik         | 6      |
| DNS | 2  | Giles Holroyd              | Privatnik | Ford V8                      |       |                   |        |
| DNA | 9  | Manuel Nunes dos Santos    | Privatnik | Adler Diplomat Rennlimousine |       |                   |        |
| DNA | 10 | Arthur Barbosa             | Privatnik | Alfa Romeo 6C-1750           |       |                   |        |